# Comunità montana Zona del Tanagro
La Comunità montana Zona del Tanagro era un ente locale in provincia di Salerno con sede a Buccino, che raccoglieva i comuni lungo il corso del fiume Tanagro.  La stessa è stata accorpata dalla Regione Campania a fine 2008 con la Comunità montana Alto e Medio Sele nell'ambito di un piano di riorganizzazione di carattere regionale che ha portato gli Enti da 27 a 20

## Comuni
La comunità era costituita dai seguenti comuni:
- Auletta;
- Buccino;
- Caggiano;
- Palomonte;
- Ricigliano;
- Romagnano al Monte;
- Salvitelle;
- San Gregorio Magno.

Gli stessi comuni fanno oggi parte della Comunità montana Tanagro - Alto e Medio Sele.